# Ivo Bauersima
Ivo Bauersima (* 17. September 1931 als Ivo Baueršíma in Jihlava, Tschechoslowakei) ist ein tschechoslowakisch-schweizerischer Astronom und Geodät. Seine Forschungsschwerpunkte sind die Fundamentalastronomie und die Bahnbestimmung von Erdsatelliten.

## Leben
Bauersima studierte an der Geodätischen Fakultät der Technischen Universität Prag; sein Hauptfach war Geodätische Astronomie. Während seiner Studienjahre 1953–1956 arbeitete er als Hilfsassistent am astronomisch-geophysikalischen Institut bei Emil Buchar. In den Jahren 1956–1962 arbeitete er als Leiter einer astronomischen Gruppe des Tschechoslowakischen Geodätischen und Topographischen Institutes zunächst an Laplacepunkten des tschechoslowakischen geodätischen Fixpunktnetzes, später an der geodätischen Fundamentalstation Pecný in Ondřejov bei Prag im Bereich der Astronomischen Zeitbestimmung. In den Jahren 1961–1968 arbeitete Bauersima als Forschungsassistent am Institut für Astronomie und Geophysik der Technischen Universität Prag. 1966 absolvierte er das Kandidaturexamen aus Methodologie der Wissenschaften, Astronomische Geodäsie, Geophysik, und mathematische Methoden der Physik. 1968 wurde er Mitgründer von KAN, einer der wichtigsten politischen Organisationen des Prager Frühlings. Die Arbeit an seiner Dissertation wurde 1968 durch den Einmarsch der Warschauerpakt-Truppen in die Tschechoslowakei unterbrochen. Im August 1968 emigrierte er zusammen mit Frau Nadia Antipová und seinem Sohn in die Schweiz.
Hier arbeitete er von 1968 bis 1977 als Assistent am Astronomischen Institut der Universität Bern. Forschungsarbeiten im Bereiche der Satellitengeodäsie (Optische Richtungs- und Laserentfernungs-Beobachtungen, Theorie, Aufstellung der Forschungspläne und Finanzierung) und Lehre in astrometrischen Praktika. Parallel dazu arbeitete er an seiner neuen Dissertation Über die Festlegung eines Inertialsystems. 1976 erhielt er ein Doktorat der philosophisch-naturwissenschaftlichen Fakultät der Universität Bern. 1978 wurde Bauersima zum Oberassistenten ernannt. 1981 erfolgte seine Habilitation (Venia docendi: für Fundamentalastronomie und Dynamik des Erdkörpers). Thema der Habilitationsschrift war die Allgemeine Diskussion über die Rotation eines nichtstarren Erdmodells, 1980. Ab 1981 hielt Bauersima Spezialvorlesungen an der Berner Universität in den Fächern Fundamentalastronomie, Kontinuumsmechanik, Gleichgewichtsfiguren rotierender Flüssigkeiten, Globale Geodynamik, Astrometrie (inkl. Radiointerferometrie) und Satellitengeodäsie. In den Jahren 1981–1988 hielt er regelmässig Vorlesungen an der Eidgenössischen Technischen Hochschule Zürich im Fach Astronomische Geodäsie. Ab 1980 wurde er Mitglied der Geodätischen Kommission der Schweizerischen Akademie der Naturwissenschaften. In den Jahren 1976–1987 war er Mitglied verschiedener Spezialgruppen der Internationalen Geodätischen Assoziation. 1989 erhielt er die Titularprofessur der Universität Bern erteilt.
Sein Sohn ist der Autor und Regisseur Igor Bauersima.

## Werk
Bauersima ist Autor und Mitautor von über 30 wissenschaftlichen und fachlichen Texten und einer Reihe von Studientexten in den Fächern Fundamentalastronomie, Globale Geodynamik und Astronomische Geodäsie.
In der Publikationsreihe Mitteilungen der Satellitenbeobachtungsstation Zimmerwald erarbeitete er unter anderem unter den Reihennummern 7, 10, 12, 13, 15 radiointerferometrische Methoden der Beobachtung kohärenter Radiosignale des Satellitensystems GPS und deren Auswertung für geodätische und geodynamische Zwecke. Als weitergehende Anwendung dieser Beobachtungen kombiniert mit (relativen) astrometrischen Beobachtungen dieser Satelliten und mit den radiointerferometrischen Beobachtungen zu Quasaren entwarf er ein Verfahren der richtungsmässigen Verknüpfung der Stern- und Quasarenkataloge (Mitteilungen der Satellitenbeobachtungsstation Zimmerwald. Nr. 13, S. 20). Ein neues Satelliten-Laserteleskop wurde 1995 an der Sternwarte Zimmerwald konzipiert, um auch dieser Aufgabe gerecht zu werden.
Bauersima wurde 1996 emeritiert.

## Würdigung
Bauersima hat die theoretische Grundlage für die geodynamische Nutzung von GPS in der heutigen Genauigkeit geschaffen. Seine Formeln für die interferometrischen Methoden der Beobachtungen rekonstruierter Träger der GPS-Radiosignale ermöglichten es, eine 10'000-fach höhere Positionsauflösung zu erreichen als die ursprünglich vom US-Militär angebotene; dies unter der Bedingung, dass die Bahnen der GPS-Satelliten und die Parameter der Rotation der Erde mitbestimmt werden. Zu diesem Zweck sollten die Beobachtungsdaten von GPS-Empfangsstationen rund um die Erde zusammen ausgewertet werden. Dadurch entstand die Idee eines internationalen GPS-Netzwerkes, die im August 1989 in Edinburgh zur Gründung des International GPS Service führte. Wissenschaftliche und zivile Nutzungen der radio-interferometrischen GPS-Beobachtungen, wie z. B. die Bestimmungen tektonischer Plattenverschiebungen, Festlandgezeiten und Polschwankungen, Kontrolle der Stabilität der Erdölbohrinseln, Landesvermessung usw. erreichen so heute eine Genauigkeit von wenigen Millimetern.
Durch Bauersimas grundlegenden Beitrag zur Nutzung des GPS wurde angeregt, das Observatorium Zimmerwald zur Schweizerischen Fundamentalstation auszubauen und die Bernese GPS Software zu entwickeln, welche die weltweit genauesten Rechenmodelle für GNSS-Satellitenbahnen und geodynamische Parameter bereitstellt. Sie wird heute an über 200 Forschungsinstituten eingesetzt. Bauersima initiierte auch zahlreiche Forschungs- und Industrie-Kooperationen, insbesondere mit Leica Geosystems und dem Bundesamt für Landestopografie (Swisstopo).